# Scotto (Familie)
Scotto (auch Scoto oder latinisiert Scotus) war eine italienische Drucker- und Verlegerfamilie, die ursprünglich aus Monza stammte, aber in Venedig ansässig und tätig wurde. Die Familie spezialisierte sich zunehmend auf Musikdruck.
1. Ottaviano Scotto der Ältere (15. Jh.–1498) war der Gründer des Druckereibetriebes und wirkte ab 1480 in Venedig als bedeutender Musikdrucker und Verleger. Er war einer der ersten italienischen Drucker von Messbüchern mit Noten.
2. Ottaviano Scotto der Jüngere († nach 1566) war der Vetter des an erster Stelle genannten Druckers. Er druckte von 1535 bis 1539 alleine und ab 1539 zusammen mit seinem Bruder Girolamo.
3. Girolamo Scotto (deutsch auch Hieronymus Scotto, ~1505–1572) trat 1539 in das Geschäft ein. Er war Vetter von Ottaviano Scotto dem Älteren und Bruder von Ottaviano Scotto dem Jüngeren. Er gilt als bedeutendster Musikdrucker Venedigs in der Renaissance. Er wirkte auch als Komponist und gab drei eigene Madrigalbücher für zwei Stimmen (1541, 1559, 1562), zwei Madrigalbücher für drei Stimmen (1541, 1570), ein Madrigalbuch für vier Stimmen (1542) sowie drei Bücher Canzoni alla napolitana (1571) heraus.

Nach dem Tod von Girolamo Scotto führten dessen Erben das Druck- und Verlagsgeschäft bis mindestens 1607 fort.